# Andrej Kirillovič Razumovskij
Il conte (poi principe) Andrej Kirillovič Razumovskij (in russo Андре́й Кири́ллович Разумо́вский?, Rasumovsky, in tedesco Andreas von Rasumofsky (Gluchov, 2 novembre 1752 – Vienna, 23 settembre 1836) è stato un diplomatico, nobile e mecenate russo che trascorse molti anni della sua vita a Vienna.

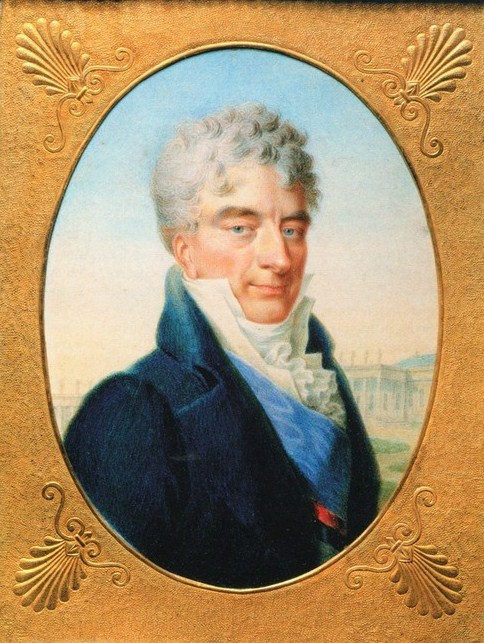
Andrej Razumovskij ritratto da Jean-Baptiste Isabey

Il suo nome è traslitterato in modo diverso in diverse fonti inglesi, comprese le grafie Razumovsky, Rasumofsky e Rasoumoffsky.

## Biografia

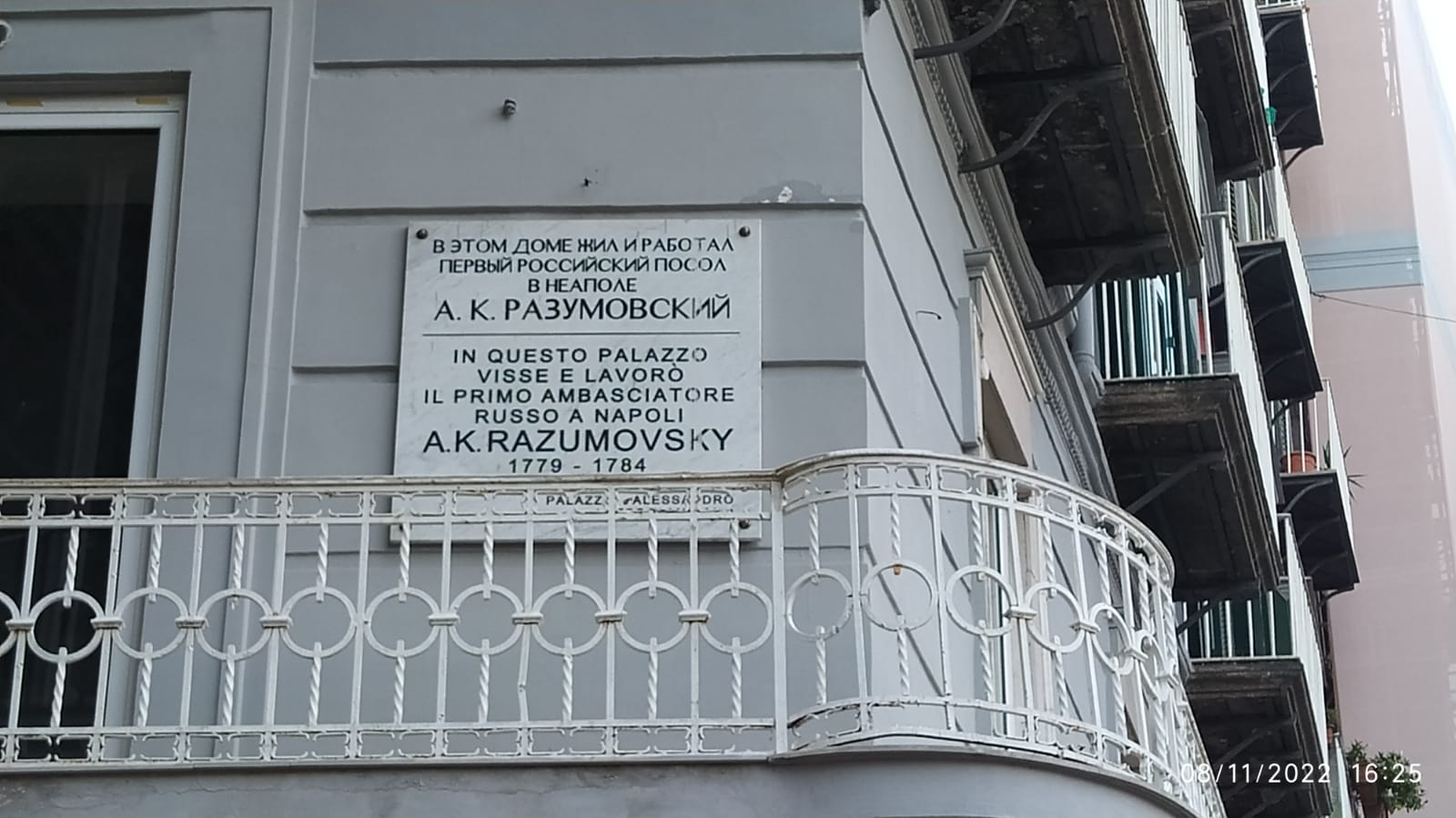
Targa della casa di Razumovskij in piazza Trieste e Trento a Napoli

Razumovsky era il figlio di Kirill Grigor'evič Razumovskij, l'ultimo hetman di Zaporož'e e di Ekaterina Naryškina, cugina della zarina Elisabetta di Russia. Era anche nipote dell'amante della zarina, Aleksej Grigor'evič Razumovskij, chiamato "l'imperatore notturno" della Russia. Il palazzo tardo barocco del vecchio Rasumovskij sulla prospettiva Nevskij è un punto di riferimento minore a San Pietroburgo. Nel 1792 Andrej Kirillovič fu nominato rappresentante diplomatico dello zar presso la corte degli Asburgo a Vienna, una delle posizioni diplomatiche cruciali durante l'era napoleonica. Nel 1779 Razumovskij divenne il primo ambasciatore russo nel Regno di Napoli. Fu capo negoziatore durante il congresso di Vienna che riorganizzò l'Europa nel 1814 e fece valere i diritti russi in Polonia.
Nel 1808 fondò un quartetto d'archi composto da Ignaz Schuppanzigh, Louis Sina, Franz Weiss e Joseph Linke. Razumovsky era un abile violinista dilettante, noto anche come un competente suonatore di "torban" (vedi anche: tiorba). Il Kunsthistorisches Museum di Vienna custodisce uno dei quattro "torban" noti per essere stati in suo possesso. La sua commissione di tre quartetti d'archi a Beethoven, nel 1806, fu l'atto che ha reso familiare il suo nome. Chiese a Beethoven di includere un tema russo in ogni quartetto: Beethoven incluse questo tipo di temi nei primi due. Razumovsky era il cognato di un altro dei patroni di Beethoven, il principe Joseph Franz von Lobkowitz. La sua prima moglie, la contessa Elisabeth von Thun, era una cognata del conte Karl Lichnowsky.

## Il palazzo Rasumofsky
Razumovsky costruì un palazzo neoclassico degno del rappresentante di Alessandro I, a proprie spese e su progetto di Louis Montoyer, sulla Landstraße, abbastanza vicino a Vienna, e lo riempì di antichità e opere d'arte moderna. La mattina del 31 dicembre 1814, durante la preparazione di un ballo, con lo zar Alessandro I come ospite d'onore, scoppiò un incendio in un ampliamento temporaneo della sala da ballo, incendiando la stessa e bruciando sale piene di opere d'arte nell'ala posteriore del palazzo. Anche se l'anno successivo fu elevato a principe, Razumovskij non fu più lo stesso. Visse in isolamento a Vienna fino alla sua morte nel 1836. Nel 1862 la strada in cui si trova il palazzo di Razumovskij fu chiamata Rasumofskygasse.

## Conversione al cattolicesimo
Razumovskij si convertì al cattolicesimo dalla sua religione nativa, l'ortodossia russa, sotto l'influenza della sua seconda moglie, la contessa Konstanze von Thürheim (1785-1867), che sposò nel febbraio 1816.

## Andrey Razumovsky Musical Fest
Il 22 ottobre 2015, nel palazzo hetman Razumovsky a Baturin, si è svolto il IV Festival musicale regionale Andrey Razumovsky per giovani artisti. Questa tradizione è iniziata nel 2012 nel palazzo Baturin in occasione del 260 anniversario della nascita di Andrej Razumovskij. Egli è noto in tutto il mondo per il suo ruolo di mecenate di Ludwig van Beethoven che gli dedicò tre quartetti per archi op. 59 1, 2 e 3, nonché la Sinfonia n. 5 e la Sinfonia n. 6.